# Communauté de communes du pays de Courpière
La communauté de communes du Pays de Courpière est une ancienne communauté de communes française, située dans le département du Puy-de-Dôme en région Auvergne-Rhône-Alpes.

## Historique
Le projet de schéma départemental de coopération intercommunale (SDCI) du Puy-de-Dôme, dévoilé le 5 octobre 2015, proposait la fusion avec les communautés de communes de Thiers, de la Montagne Thiernoise et Entre Allier et Bois Noirs pour 2017, afin « de rassembler sur un territoire de vie cohérent de plus de 38 000 habitants avec Thiers, chef-lieu d'arrondissement, comme ville centre, avec une réelle cohérence spatiale, sociale et économique ».
Adopté en mars 2016, le SDCI ne modifie pas ce périmètre.
Un arrêté préfectoral du 12 décembre 2016 prononce la fusion de ces quatre communautés de communes ; la nouvelle structure intercommunale prend le nom de « communauté de communes Thiers Dore et Montagne ».

## Territoire communautaire

### Géographie
La communauté de communes se situe à l'est-nord-est du département du Puy-de-Dôme. Elle jouxte sept autres structures intercommunales : Thiers communauté et Montagne Thiernoise au nord, Montagnes du Haut Forez à l'est, Pays d'Olliergues au sud-est, Pays de Cunlhat au sud-ouest, Billom - Saint-Dier / Vallée du Jauron à l'ouest et Entre Dore et Allier au nord-ouest.
Le territoire communautaire est desservi par la route départementale 906 reliant Le Puy-en-Velay à Thiers et à Vichy. La desserte est complétée par les routes suivantes :
- la RD 7, en direction de Celles-sur-Durolle ;
- la RD 42, reliant Augerolles à Vollore-Montagne et au-delà vers Noirétable ;
- la RD 45, reliant Vollore-Ville à Augerolles ;
- la RD 58, reliant Courpière à Saint-Dier-d'Auvergne ;
- la RD 223, en direction de Lezoux et de Clermont-Ferrand.

### Composition
Elle regroupe dix communes, administrativement rattachées à l'arrondissement de Thiers (à l'exception de Saint-Flour rattaché à l'arrondissement de Clermont-Ferrand).
| Nom                 | Code Insee | Gentilé        | Superficie (km2) | Population (dernière pop. légale) | Densité (hab./km2) |
| ------------------- | ---------- | -------------- | ---------------- | --------------------------------- | ------------------ |
| Courpière (siège)   | 63125      | Courpiérois    | 31,82            | 4 338 (2014)                      | 136                |
| Aubusson-d'Auvergne | 63015      | Aubussonnais   | 6,79             | 248 (2014)                        | 37                 |
| Augerolles          | 63016      | Augerollais    | 33,01            | 872 (2014)                        | 26                 |
| La Renaudie         | 63298      | Renaudiens     | 18,02            | 118 (2014)                        | 6,5                |
| Néronde-sur-Dore    | 63249      | Nérondais      | 8,93             | 467 (2014)                        | 52                 |
| Olmet               | 63260      | Olmetois       | 15,54            | 156 (2014)                        | 10                 |
| Saint-Flour-l'Étang | 63343      | Sanflorains    | 9,45             | 275 (2014)                        | 29                 |
| Sauviat             | 63414      | Sauviatois     | 15,62            | 530 (2014)                        | 34                 |
| Sermentizon         | 63418      | Sermentizonais | 18,41            | 577 (2014)                        | 31                 |
| Vollore-Ville       | 63469      | Vollorois      | 30,41            | 770 (2014)                        | 25                 |

### Démographie
| 1968  | 1975  | 1982  | 1990  | 1999  | 2008  | 2013  |
| ----- | ----- | ----- | ----- | ----- | ----- | ----- |
| 7 958 | 8 192 | 8 500 | 8 277 | 8 336 | 8 351 | 8 275 |

## Administration

### Siège
Le siège de la communauté de communes est situé à Courpière.

### Les élus
La communauté de communes est gérée par un conseil communautaire composé de 29 membres représentant chacune des communes membres.
Ils sont répartis comme suit :
| Nombre de délégués | Communes                                                     |
| ------------------ | ------------------------------------------------------------ |
| 13                 | Courpière                                                    |
| 3                  | Augerolles et Vollore-Ville                                  |
| 2                  | Néronde-sur-Dore, Sauviat et Sermentizon                     |
| 1                  | Aubusson-d'Auvergne, Olmet, La Renaudie, Saint-Flour-l'Étang |

### Présidence
Le conseil communautaire du 17 avril 2014 a élu son président, Michel Gonin, et désigné ses cinq vice-présidents qui sont :
1. Philippe Cayre : économie et agriculture ;
2. Gilles Laluque : administration générale ;
3. Serge Théallier : aménagement, habitat et environnement ;
4. Pierre Roze : éducation ;
5. Ludovic Combe : service public d'assainissement non collectif (SPANC) et gestion de l'eau.

Ils ont formé ensemble l'exécutif de l'intercommunalité pour le mandat de 2014 à la disparition de la structure intercommunale.

### Compétences
L'intercommunalité exerce des compétences qui lui sont déléguées par les communes membres : deux obligatoires, cinq optionnelles et quatre facultatives.
- Développement économique (obligatoire) : aménagement, entretien et gestion des zones d'activité industrielle, commerciale, tertiaire, artisanale ou touristique d'intérêt communautaire (dont les zones d'activités Les Champs, Lagat à Courpière ; Les Brugerettes à Néronde-sur-Dore) ; actions de développement économique d'intérêt communautaire ; entretien et de la bascule publique de Courpière ; actions de développement touristique d'intérêt communautaire (dont un office de tourisme) ; contribution au développement de l'utilisation des outils ferroviaires.
- Aménagement de l'espace (obligatoire) : schéma de cohérence territoriale ; schéma de secteur ; zones d'aménagement concerté d'intérêt communautaire ; réalisation d'une charte architecturale et paysagère ; actions d'intérêt communautaire en matière d'agriculture et boisement ; numérisation des cadastres et système d'information géographique.
- Création et aménagement de voirie d'intérêt communautaire (optionnel) : parkings publics à vocation commerciale ; voirie publique desservant des zones d'activités d'intérêt communautaire.
- Politique du logement (optionnel) : mise en cohérence des politiques.
- Protection et mise en valeur de l'environnement (optionnel) : déchets ménagers ; organisation du service public d'assainissement non collectif ; entretien de rivières.
- Développement d'aménagements sportifs (optionnel).
- Actions sociales d'intérêt communautaire (optionnel) : emploi insertion ; personnes âgées ; développement des services sociaux ; politique petite enfance et jeunesse ; relais d'assistantes maternelles ou le centre de loisirs sans hébergement.
- Développement de services publics d'intérêt communautaire (facultatif).
- Développement du multimédia (facultatif).
- Développement des activités culturelles et de loisirs (facultatif).
- Inscription de la communauté dans une dynamique territoriale et mise en œuvre de pays (facultatif).

### Régime fiscal et budget
Fiscalité professionnelle unique.